# Gare de Hagondange
La gare de Hagondange est une gare ferroviaire française de la ligne de Metz-Ville à Zoufftgen, située sur le territoire de la commune de Hagondange, dans le département de la Moselle en région Grand Est.
Elle est mise en service en 1854 par la Compagnie des chemins de fer de l'Est. C'est une gare de la Société nationale des chemins de fer français (SNCF) desservie par les trains du réseau TER Grand Est.

## Situation ferroviaire
Gare de bifurcation, elle est située au point kilométrique (PK) 171,926 de la ligne de Metz-Ville à Zoufftgen, entre les gares de Walygator-Parc et Uckange, et au PK 344,993 de la ligne de Saint-Hilaire-au-Temple à Hagondange après la gare de Gandrange - Amnéville. Son altitude est de 162 m.

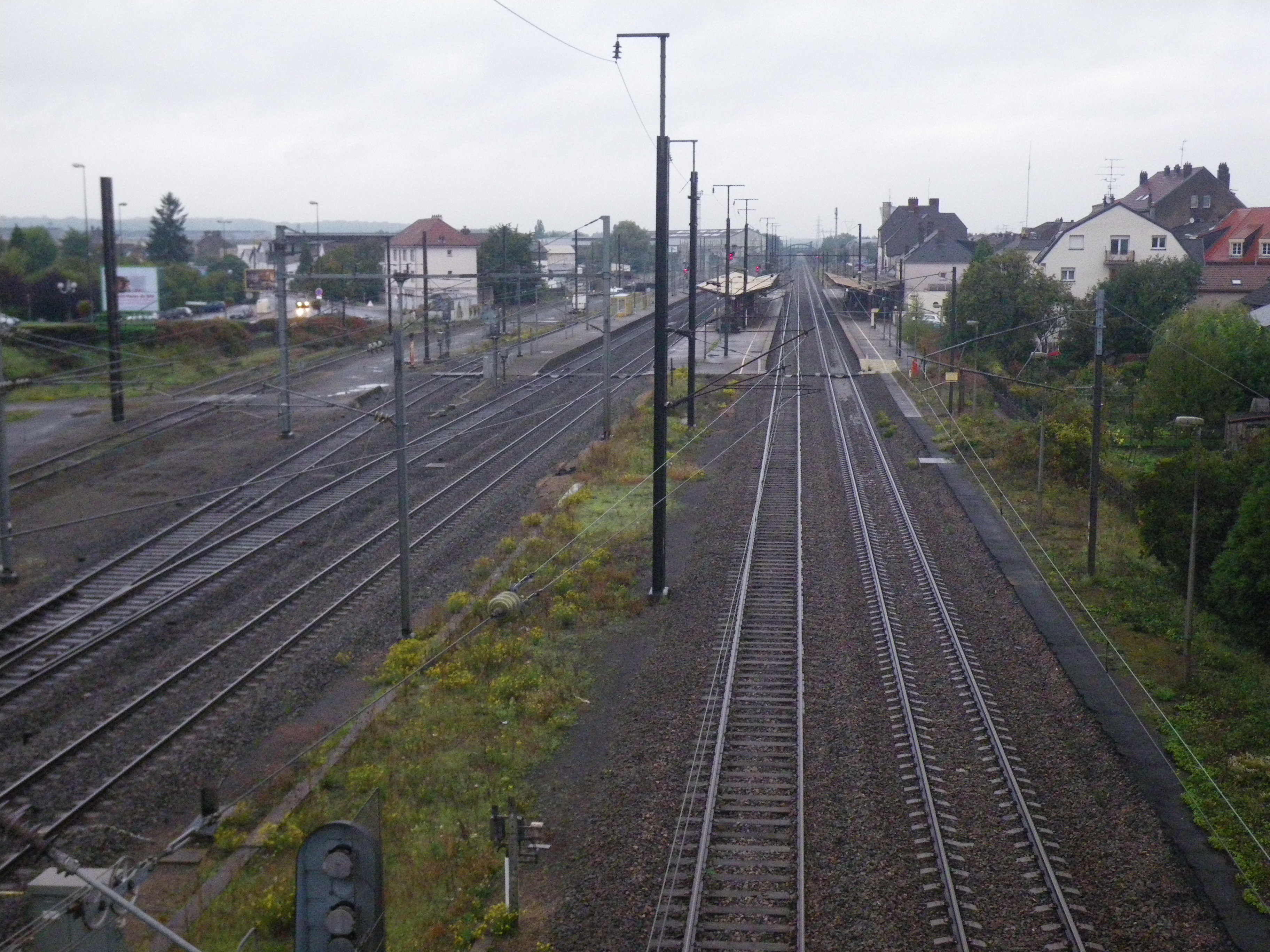
Les voies et l'intérieur de la gare.

## Histoire
La station de Hagondange est mise en service le 16 septembre 1854 par la Compagnie des chemins de fer de l'Est, lorsqu'elle ouvre à l'exploitation pour les voyageurs sa ligne de Metz à Thionville sur la rive gauche de la Moselle.
Elle est desservie, comme les autres stations de la ligne, par dix omnibus quotidiens (cinq dans chaque sens). L'inauguration officielle a lieu le 24 septembre. La station comprend notamment un bâtiment voyageurs avec une salle d'attente, des magasins pour les marchandises, une estacade prévue pour le déchargement du charbon et des voies de garage.
Après l'annexion de l'Alsce-Lorraine à l'Empire allemand, la gare de Hagondange passe sous le contrôle de la Direction générale impériale des chemins de fer d'Alsace-Lorraine. Au début du vingtième siècle[Quand ?], le bâtiment voyageurs est reconstruit et remplacé par un bâtiment plus grand, dans le style des gares alsaciennes de l'époque.
Elle était desservie, entre 1912 et 1964, par le tramway d'Hagondange.
Jusqu'en juin 2006, une partie des trains reliant Paris à Luxembourg marquent l'arrêt à Hagondange, en complément de ceux effectués à Metz et Thionville. Le remplacement de la plupart des EuroCity par des rames TGV, en prélude à la mise en service de la LGV Est européenne, entraîne la suppression de cette desserte à l'exception d'un train. Cependant, ce dernier ne s'arrête plus dans cette gare depuis juin 2007, faisant ainsi disparaître toute relation de grandes lignes à Hagondange.

## Fréquentation
De 2015 à 2024, selon les estimations de la SNCF, la fréquentation annuelle de la gare s'élève aux nombres indiqués dans le tableau ci-dessous.
| Année                      | 2015      | 2016      | 2017      | 2018      | 2019      | 2020    | 2021      | 2022      | 2023      | 2024      |
| -------------------------- | --------- | --------- | --------- | --------- | --------- | ------- | --------- | --------- | --------- | --------- |
| Voyageurs                  | 1 154 164 | 1 105 289 | 1 073 014 | 1 014 190 | 1 031 259 | 698 366 | 872 214   | 1 187 951 | 1 327 883 | 1 390 252 |
| Voyageurs et non voyageurs | 1 442 705 | 1 381 611 | 1 341 267 | 1 267 737 | 1 289 074 | 872 958 | 1 090 267 | 1 484 939 | 1 659 854 | 1 737 816 |

## Service des voyageurs

### Accueil
Gare SNCF, elle dispose d'un bâtiment voyageurs, avec guichet, ouvert tous les jours. Elle est équipée d'automates pour l'achat de titres de transport. C'est une gare « ACCES TER LORRAINE METROLOR » disposant d'aménagements, d'équipements et de services pour les personnes à la mobilité réduite.

### Desserte
Hagondange est desservie par les trains TER Grand Est qui effectuent des missions entre les gares : de Nancy-Ville, ou de Metz-Ville, et de Thionville, ou de Luxembourg ; de Metz-Ville et de Longwy ; de Verdun, ou de Conflans - Jarny et de Hagondange, ou de Metz-Ville, ou Terminus ; de Metz-Ville et de Hagondange.

### Intermodalité
Un parc pour les vélos et un parking pour les véhicules y sont aménagés. Elle est desservie par des cars du réseau Transport Interurbain de la Moselle.

## Service des marchandises
Cette gare est ouverte au service du fret.

## Patrimoine ferroviaire

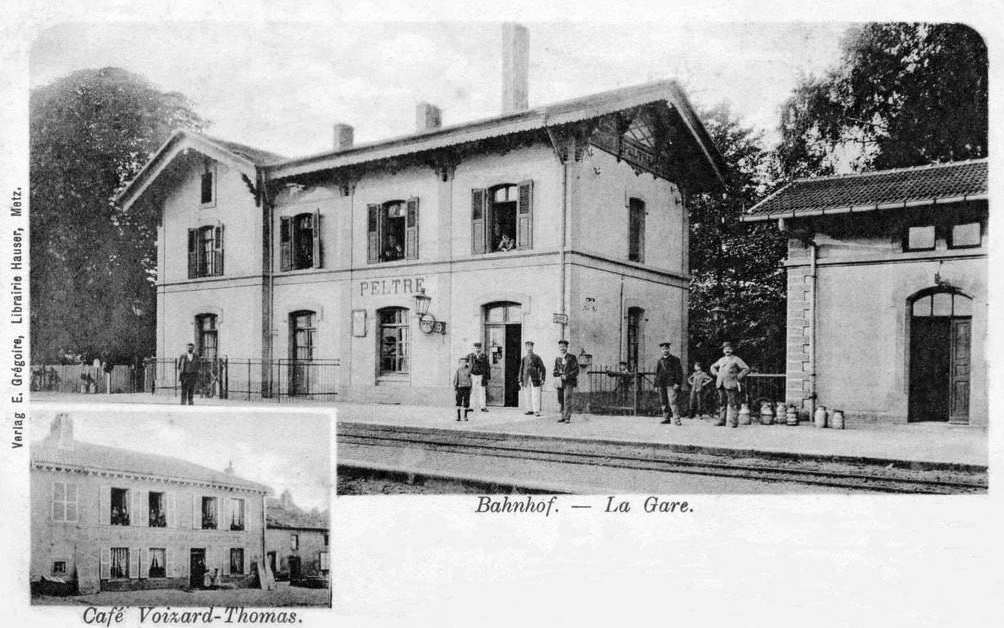
Vue du BV de la gare de Peltre.

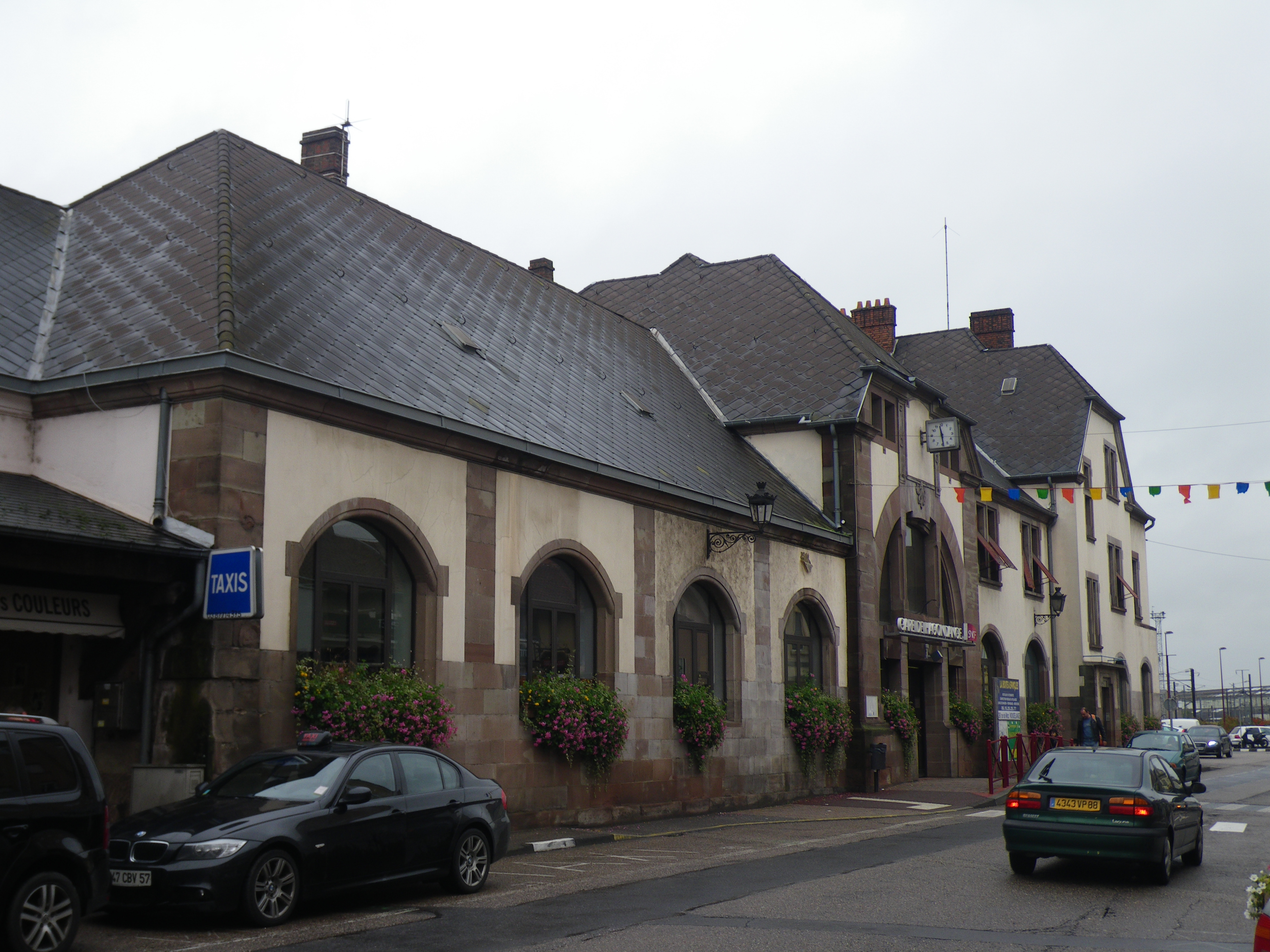
Le bâtiment actuel de la gare de Hagondange.

Le bâtiment voyageurs (BV) d'origine semble identique à celui de la gare de Peltre, l'une des nombreuses stations du chemin de fer de Frouard à Forbach pour lesquelles la Compagnie de l'Est fait appel à l'architecte Léon Charles Grillot. Il était flanqué d'une aile basse de quatre travées sur sa gauche et de plusieurs constructions indépendantes à sa droite, les installations étant rapidement devenues insuffisantes. Il n'est pas certain que la quatrième travée surmontée d'un pignon transversal existait à l'origine, les BV de Grillot tendant à être symétriques[réf. souhaitée]. L'une des annexes de l'ancienne gare, se présentant sous la forme d'un bâtiment bas, de sept travées avec deux paires de pignons transversaux, à la façade en pierres de couleur sable.
Au début du XXe siècle la Direction générale impériale des chemins de fer d'Alsace-Lorraine remplace la gare des origines par un bâtiment plus vaste au style néo-renaissance plus "germanique". De forme complexe, ce bâtiment se compose d'une aile basse de quatre travées à gauche, d'une partie centrale surhaussée accueillant la salle des pas perdus et le guichet, ainsi que d'un pavillon en "L" de deux étages abritant notamment l'appartement de fonction du chef de gare. La façade en crépi est rehaussée par de massifs blocs de pierre brune employés pour les pilastres, le soubassement (montant jusqu'à mi-hauteur), les entourages de baies et les corniches des pignons. Le clocheton surmontant le toit de la salle d'attente a plus tard disparu tandis qu'une annexe moderne accueillant des commerces a vu le jour sur la gauche.